# Roztoțka Pastil, Velîkîi Bereznîi
Roztoțka Pastil (în ucraineană Розтоцька Пастіль) este localitatea de reședință a comunei Roztoțka Pastil din raionul Velîkîi Bereznîi, regiunea Transcarpatia, Ucraina.

## Demografie
Componența lingvistică a localității Roztoțka Pastil
     Ucraineană (100%)
Conform recensământului din 2001, toată populația localității Roztoțka Pastil era vorbitoare de ucraineană (100%).